# مدال ماری کوری
مدال ماری کوری یا مدال ماری اسکودوسکا کوری (به لهستانی: Marie Curie Medal) یک جایزه علمی سالانه لهستانی است که توسط انجمن شیمی لهستان (Polskie Towarzystwo Chemiczne) به دانشمندانی که به‌صورت دائمی مشغول فعالیت در زمینه شیمی در خارج از کشور لهستان هستند، اعطا می‌شود. 